# Colmar

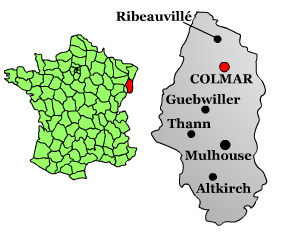
Położenie Colmar

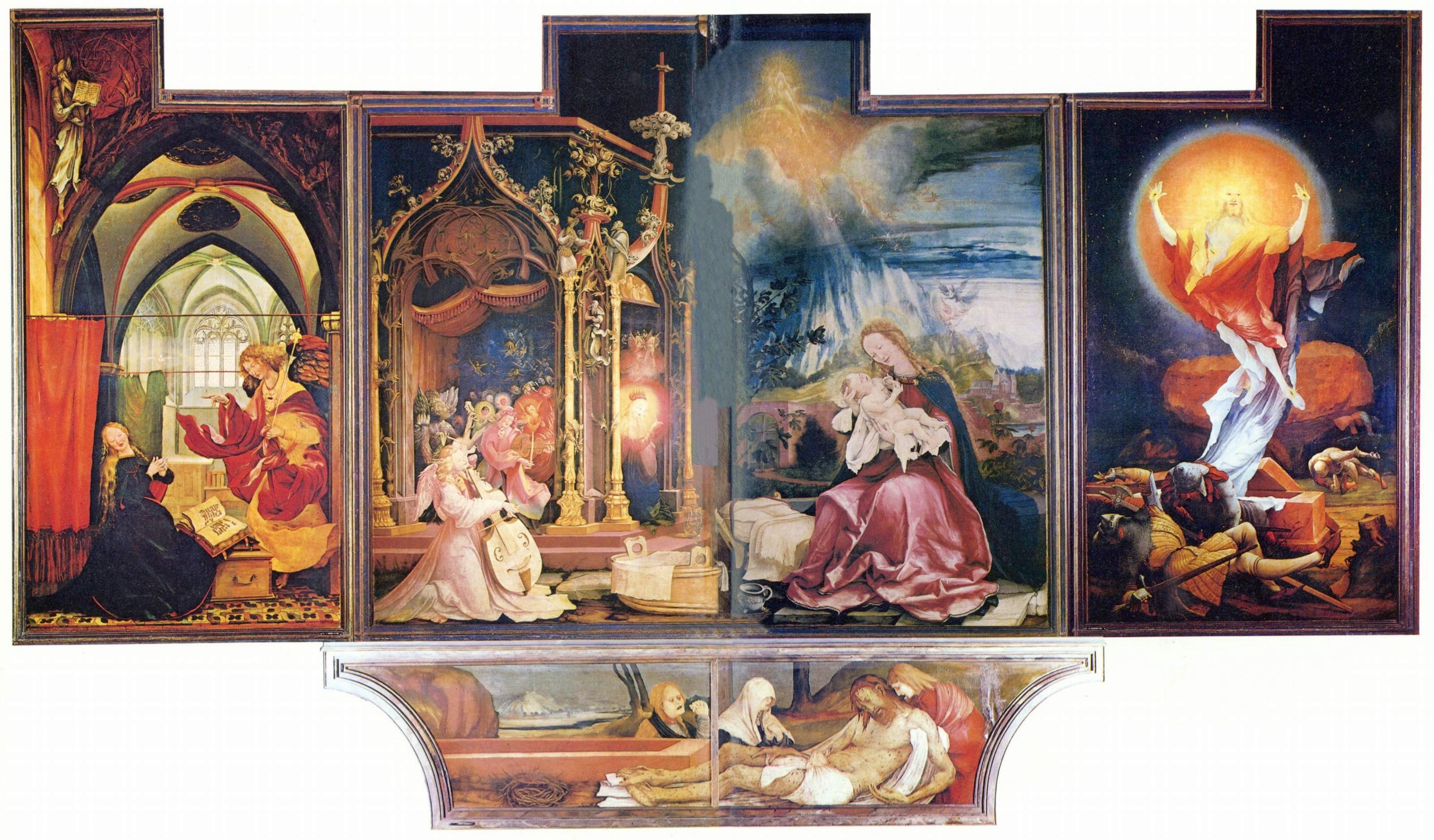
Matthias Grünewald Ołtarz z Isenheim

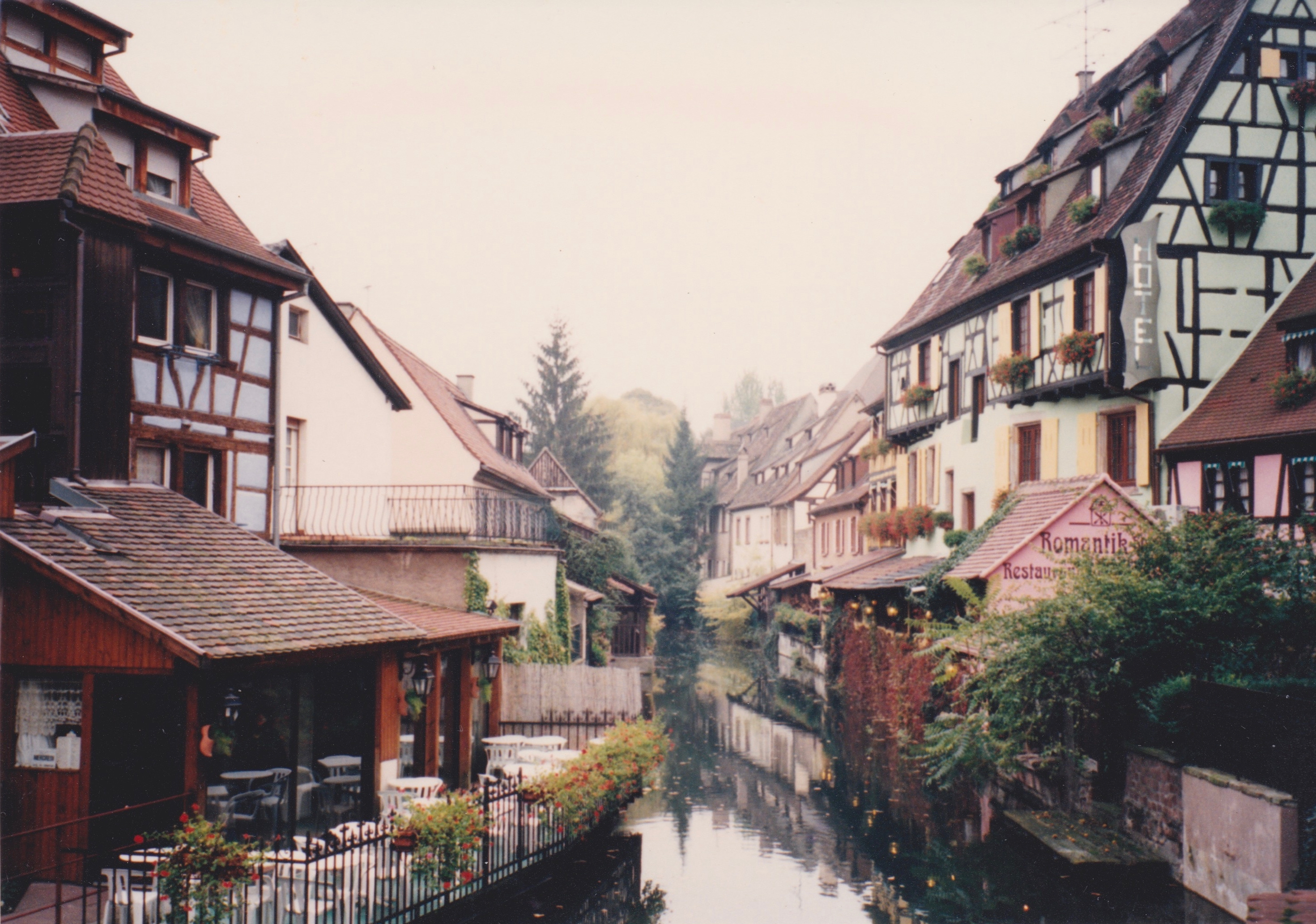
„Mała Wenecja” w Colmar

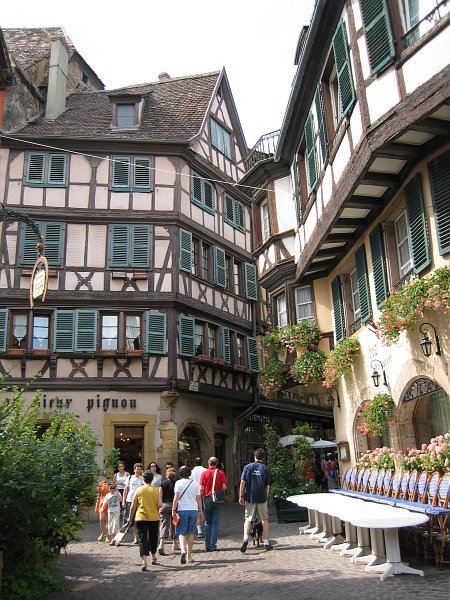
Stare Miasto w Colmar

Colmar (niem. Kolmar) – gmina we Francji, w regionie Grand Est, w departamencie Górny Ren (departament 68), którego jest stolicą. Tradycyjny ośrodek przemysłu włókienniczego. Colmar jest również dużym ośrodkiem produkcji wina, znajduje się tu centrum kontroli apelacji gatunków produkowanych w Alzacji. Miasto znajduje się obniżeniu między masywem Wogezów a Renem.
Według danych na rok 1990 gminę zamieszkiwało 63 498 osób, 954 os./km².
W mieście znajduje się stacja kolejowa Gare de Colmar.

## Historia
Pierwsze wzmianki o osadzie pochodzą z 823 roku.
Colmar posiadał status „wolnego miasta” w obrębie Świętego Cesarstwa Rzymskiego. Miasto zostało przyłączone do Francji w 1697 roku. Rozwój miasta przypadł na XII i XIV wiek, oraz epokę Ludwika XIV.
Na mocy traktatu frankfurckiego, po porażce Francji w wojnie francusko-pruskiej w latach 1871–1918 Colmar znalazł się w granicach Cesarstwa Niemieckiego. Na mocy postanowień traktatu wersalskiego, kończącego I wojnę światową, Colmar powrócił do Francji
Podczas II wojny światowej w 1940 roku, po porażce Francji, Colmar wraz z regionami Alzacja i Lotaryngia znalazł się w granicach Niemiec hitlerowskich.
2 lutego 1945 Colmar został wyzwolony po blisko 5-letnim zaborze przez wojska francusko-amerykańskie dowodzone przez generałów Jeana de Lattre de Tassigny i Jacoba Deversa. Zmodyfikowany herb miasta stał się symbolem 1 Armii Francuskiej noszonym przez jej żołnierzy u szczytu lewego ramienia.

## Zabytki
Zabytki głównie w obrębie dobrze zachowanego Starego Miasta:
- muzeum Musée d'Unterlinden w dawnym klasztorze dominikanów (z XIII w.)
- Mała Wenecja (fr. Petite Venise), zawdzięczająca swą nazwę domom z muru pruskiego przeglądającym się w rzece Lauch.
- Dzielnicy Handlarzy Rybami (fr. Quai de la Poissonnerie)
- Dzielnica Garbarzy (fr. Le quartier des Tanneurs)
- Dom rodziny Adolph (fr. Maison Adolph) – najstarszy budynek w mieście
- Dom Pfistera (fr. Maison Pfister)
- Kolegiata św. Marcina (fr. Collégiale Saint-Martin)
- w Colmarze znajdują się znane malowidła Martina Schongauera i ołtarz z Isenheim, dzieło Matthiasa Grünewalda.

## Osoby związane z miastem
- Lætitia Bléger, Miss Francji 2004

- Guy Roux, francuski trener piłki nożnej, znany z prowadzenia klubu AJ Auxerre

- Charles Xavier Thomas, wynalazca

- Jörg Wickram, pisarz niemiecki

- Frédéric-Auguste Bartholdi, architekt, twórca Statuy Wolności

- Jean Georg Haffner, działacz sopocki
- Georges-Charles de Heeckeren d’Anthès, oficer i polityk francuski, zabójca rosyjskiego poety Aleksandra Siergiejewicza Puszkina
- Serge Bloch – francuski ilustrator i autor książek dla dzieci

## Colmar w filmie
Colmar stanowił scenerię licznych filmów i seriali francuskich (La Grande Illusion (1937), La Décade prodigieuse (1971), Les Alsaciens ou les Deux Mathilde (1995), La confiance règne (2004)).
Charakterystyczne budownictwo zainspirowało Hayao Miyazakiego przy pracy nad filmem anime Ruchomy zamek Hauru (2004).

## Miasta partnerskie
- Abingdon (Wielka Brytania)
- Eisenstadt (Austria)
- Győr (Węgry)
- Lucca (Włochy)
- Princeton (USA)
- Schongau (Niemcy)
- Sint-Niklaas (Belgia)
- Solec Kujawski (Polska)